# Bill McDonald (cestista 1938)
William Arthur McDonald, detto Bill (22 ottobre 1938), è un ex cestista canadese.

## Carriera
Con il Canada ha disputato i Campionati mondiali del 1963 e i Giochi panamericani di San Paolo 1963.